# Carlo Vogele
Carlo Vogele est un animateur et un réalisateur luxembourgeois de films d'animation.

## Biographie
Carlo Vogele est né au Luxembourg et a grandi en France. Il étudie l'animation à l'école des Gobelins à Paris. Il a réalisé seul son court-métrage de fin d'études, For Sock's Sake, pendant un semestre d'échange avec le studio CalArts, où il utilise la technique de l'animation image par image. En 2011, il réalise sur son temps libre le court métrage Tango for Jansjo. Il travaille ensuite dans plusieurs studios, dont Aardman où il se consacre à l'animation en volume, puis Pixar où il travaille l'animation en images de synthèse. 
En 2022, Carlo Vogele réalise son premier long métrage d'animation Icare, dont il co-signe le scénario avec Isabelle Andrivet. La conception du film a pris six ans.

## Filmographie

### Longs métrages
- 2022 : Icare

### Courts métrages
- 2008 : For Sock's Sake
- 2011 : Tango for Jansjo
- 2012 : Una Furtiva Lagrima
- 2014 : Wurst
- 2025 : Matin Brun (adaptation de la nouvelle du même nom de Franck Pavloff)

## Distinctions

### Prix
- 2009 : Prix du meilleur film de fin d'études au Festival d'Annecy pour For Sock's Sake[6]
- 2012 : Canal+ Creative Aid Awards pour Una Furtiva Lagrima au Festival d'Annecy[7]

### Nominations
- 2015 : finaliste de la Meilleure animation d'un personnage dans un téléfilm ou une série d'animation, pour Toy Story : Hors du Temps, aux Annie Awards[8]
- 2012 : finaliste du Cristal d'Annecy pour Una Furtiva Lagrima au Festival d'Annecy[7]